# Space Art
Space Art is een Frans duo dat elektronische muziek maakte. De oorspronkelijke bezetting was tussen 1977 en 1981 actief en bestond uit Dominique Perrier (keyboards) en Roger Rizzitelli (drums en percussie). De single "Onyx" haalde in Nederland de hitlijsten. Daarna was Dominique Perrier in de periode van 1981 - 2000 een van de muzikanten van Jean-Michel Jarre en te horen op zijn studioalbums en concerten. In 2012 maakte Space Art een nieuwe start met oud lid Dominique Perrier (keyboards) en nieuwe leden Michel Valy (bas), Lilli Lacombe (viool, keyboards) en Alain Pype (drums, percussie).

## Discografie

### Albums
| Album met eventuele hitnotering(en) in de Nederlandse Album Top 100 | Datum van verschijnen | Datum van binnenkomst | Hoogste positie | Aantal weken | Opmerkingen                   |
| ------------------------------------------------------------------- | --------------------- | --------------------- | --------------- | ------------ | ----------------------------- |
| Space Art (Onyx)                                                    | 1977                  | -                     |                 |              | CD release 1998               |
| Trip In The Center Head                                             | 1978                  | -                     |                 |              | CD release 1997               |
| Play Back (3)                                                       | 1980                  | -                     |                 |              | New Mastering 2010            |
| Space Art Tribute: Pypeline                                         | 2012                  | -                     |                 |              | Als Dominique Perrier Project |
| On Ne Dira Rien: Best of All Time                                   | 2016                  | -                     |                 |              | Verzamelalbum                 |

### Singles
| Single met eventuele hitnotering(en) in de Nederlandse Top 40 | Datum van verschijnen | Datum van binnenkomst | Hoogste positie | Aantal weken | Opmerkingen                 |
| ------------------------------------------------------------- | --------------------- | --------------------- | --------------- | ------------ | --------------------------- |
| Onyx                                                          | 1977                  | 25-6-1977             | 22              | 6            | nr. 25 in de single Top 100 |
| Speedway                                                      | 1978                  | -                     |                 |              |                             |
| Nous Savons Tout                                              | 1978                  | -                     |                 |              |                             |
| Symphonix                                                     | 1981                  | -                     |                 |              |                             |
| Onyx / Speedway                                               | 1989                  | -                     |                 |              |                             |
| Serenad                                                       | 2011                  | -                     |                 |              |                             |
| Seven Ages                                                    | 2016                  | -                     |                 |              |                             |